# Erika Pauwels
Erika Pauwels (Gent, 5 maart 1942) is een Belgisch lyrisch sopraan.
Ze is naar eigen zeggen verre familie van Désiré Pauwels (overgrootoom).
Ze was al vanaf haar jeugd bezig met “tussen de schuifdeuren” zingen en acteren. Haar grootmoeder van moeders kant stimuleerde dat en dankzij haar kon ze lessen volgen aan de muziekschool van Ledeberg (notenleer en piano). Daar kwam zij erachter dat ze haar stem kon aanpassen aan wat nodig was. Ze had op haar 15e een coloratuursopraanstem. Ze kreeg haar muziekopleiding op het Koninklijk Conservatorium Gent bij E. de Vos, Karel Miry en Karel Locufier; daar werd haar stem een register lager ontwikkeld: mezzosopraan. Na haar afstuderen in de rol Santuzza (Cavalleria Rusticana van Pietro Mascagni) vroeg Locufier haar toe te treden tot het gezelschap van de Gentse Opera (1963-1964). Bij haar afstuderen zat sopraan Vina Bovy in de zaal. Zij wilde haar wel lesgeven, maar dan moest ze al het andere laten varen. Pauwels had er eigenlijk het geld niet voor, maar haar man trok haar over de streep. Via Bovy werd ze in 1965 als jongeling door de Koninklijke Vlaamse Opera in Antwerpen gevraagd de sopraanstem in Manon Lescaut van Giacomo Puccini te komen zingen. Daarna volgde de ene na de andere hoofdrol en zou Pauwels zich ontwikkelen tot de diva binnen de Vlaamse Opera. Ze was daarbij niet zelden te horen op de Belgische radio; in 1971 volgde de Octavie Belloy-prijs. In die tijd zong ze veel rollen in opera's van Benjamin Britten, maar ook in opera's van componisten uit de Vlaamse School, bijvoorbeeld Berthe di Vito-Delvaux (De vrouw zijner dromen), Jan Blockx (Liefdelied) en August De Boeck (Reinaert de Vos) Af ent oe trad ze ook op als concertzangeres, wat in 1979 uitmondde in de oprichting van Arte Vocale en in 1983 VZW De Schone Lier voor studenten. In dat jaar trad ze toe tot het zanglerarenkorps van het Gents Conservatorium, maar bleef zingen onder andere op “haar eigen” kerstconcerten en Gentse Muziekfeesten.